# Zeca Giaffone
José Próspero Giaffone (São Paulo, 31 de outubro de 1948), mais conhecido como Zeca Giaffone, é um construtor de veículos para competição e automobilista brasileiro. É pai dos também pilotos Zequinha Giaffone e Felipe Giaffone.

## Carreira
Como kartista venceu os  Campeonatos Paulistas de 1970 e 1974, e os Campeonatos Brasileiros de 1971 e 1975.
Foi campeão da Stock Car Brasil em 1987, e vencedor da Mil Milhas de Interlagos em 81, 84, 86, 88 e 1989, sendo o maior vencedor desta prova.
Foi o fabricante do Kart ZF lançado em 1989. Construiu também a partir de 2000, chassis dos Stock Car V8 utilizados no Brasil, um projeto do engenheiro argentino Edgardo Fernandes.